# Uda Shintarō

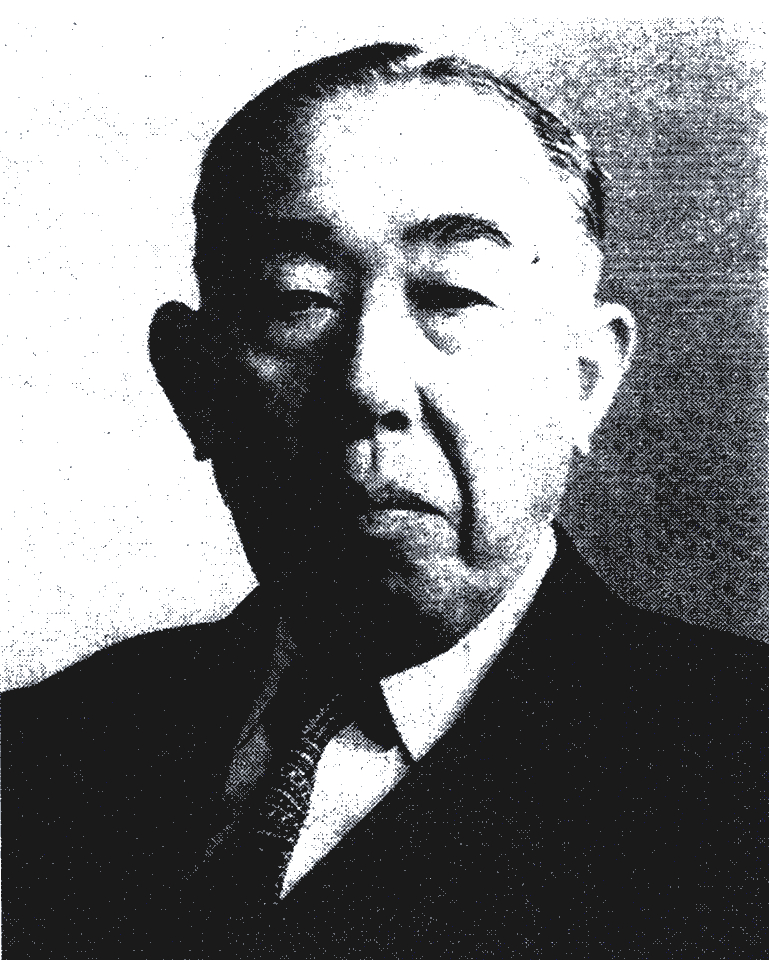
Uda Shintarō

Uda Shintarō (jap. 宇田 新太郎; * 1. Juli 1896 in Funami, Shimoniikawa-gun, Präfektur Toyama; † 18. August 1976) war ein japanischer Elektrotechniker und Miterfinder der Yagi-Uda-Antenne.

## Leben
Er studierte an der Universität Tōhoku bei Professor Hidetsugu Yagi am Institut für Elektrotechnik.
Mit seinem Mitstudenten Yuji Nishimura hatte er die natürliche Wellenlänge von eingängigen Spulen (d. h. mit nur einer Windung) untersucht. Nishimura, der im März 1924 graduiert hatte, veröffentlichte die Ergebnisse im September 1925 im Journal of the Institut of Electrical Engineering of Japan (JIEE) unter Measurements of natural wavelengths of single-turn coil
Uda graduierte 1924 ebenfalls und schloss sich einer von Yagi geleiteten Forschungsgruppe an. Für die Kommunikation zwischen Inseln und zu Schiffen forschten sie zu Kurzwellenfunk und Richtantennen. Hierzu erhielt das Institut finanzielle Unterstützung von der Saito Gratitude Foundation.
Eines seiner ersten Projekte war die Entwicklung einer Oszillatorschaltung mit Elektronenröhren, die mit einer Wellenlänge von 4,40 m arbeiten sollte. Die Experimente mit dem Oszillator als Sender führten zur Entdeckung seines "Wave Projectors". Ursprünglich verwendete er eine Resonanzkreis-Antenne und beobachtete die gerichtete Strahlung, die sie produzierte. Dann platzierte er nach Nishimuras Idee eine parasitäre Spule vor die aktive Spule um eine stärker gerichtete Strahlung zu erzielen. Letztendlich ersetzte er die parasitären Spulen durch Metallstäbe und fand heraus, dass die Feldstärke in der bevorzugten Richtung mit der Anzahl der Stäbe wächst. Dann begann er mit systematischen Untersuchungen des Richtverhaltens durch Änderungen der Länge, Abstände und geometrischen Anordnung der parasitären Elemente.
Im Februar 1926 veröffentlichte er mit Yagi den Artikel Projector of the Sharpest Beam of Electric Waves in den Proceedings of the Imperial Academy of Japan.
Zwischen März 1926 und Juli 1929 veröffentlichte Uda in der JIEE auf Japanisch eine Artikelserie On the wireless Beam of short electric waves. Diese fand in Japan jedoch wenig Beachtung. Es wurde lediglich  eine staatliche Telefonverbindung von Sakata zur ca. 40 km entfernten Insel Tobishima eingerichtet.
1927 begann Uda seine Arbeit an Kommunikations-Sendern und Empfängern und entwickelte einen regenerativen und super-regenerativen Empfänger für den Frequenzbereich von 300 bis 1500 MHz.
Yagi fertigte 1928 angesichts eines IRE-Treffens in den USA eine englische Zusammenfassung. Obgleich er darin Udas Verdienste herausstellte, wurde sie dann als Yagi-Antenne bekannt.
Ab 1937 arbeitete Uda an der Entwicklung des Magnetrons für das X-Band.
Gentai Sato zeigte sich im Zweiten Weltkrieg verwundert, dass das Radar der Alliierten mit Yagi-Antennen ausgerüstet war.
Nach dem Zweiten Weltkrieg führte Uda Analysen des Klystrons aus.
Als er 1951 die USA besuchte, war er erstaunt, dass seine Antenne hier auf jedem Hausdach als Fernsehantenne Verwendung fand.
1955-58 beaufsichtigte er in Indien Ausbreitungsmessungen für ein 2-GHz-Telefonsystem.
1960 ging er in den Ruhestand.

## Veröffentlichungen
- Yagi-Uda Antenna; mit Yasuto Mushiake; Sendai, Japan; The Research Institute of Electrical Communication, Tohoku Univ., 1954
- Short wave projector; historical records of my studies in early days; 1974